# Linda annulicornis
Linda annulicornis är en skalbaggsart som beskrevs av Masaki Matsushita 1933. Linda annulicornis ingår i släktet Linda och familjen långhorningar.
Artens utbredningsområde är Taiwan. Inga underarter finns listade i Catalogue of Life.